# Тринидад (Колорадо)
Вижте пояснителната страница за други значения на Тринидад.
Тринидад (на английски: Trinidad) е град в окръг Лас Анимас, щата Колорадо, САЩ. Тринидад е с население от 9078 жители (2000) и обща площ от 16,3 km². Намира се на 1832 m надморска височина. ЗИП кодът му е 81082, а телефонният му код е 719.